# Молодіжний (Волгоградська область)
Молодіжний (рос. Молодёжный) — селище у Биковському районі Волгоградської області Російської Федерації.
Населення становить 117 осіб. Входить до складу муніципального утворення Зеленовське сільське поселення.

## Історія
Селище розташоване у межах українського історичного та культурного регіону Жовтий Клин.
Згідно із законом від 21 лютого 2005 року № 1010-ОД органом місцевого самоврядування є Зеленовське сільське поселення.

## Населення
| 2010 |
| ---- |
| 117  |